# Mutasaari (ö i Södra Savolax, Pieksämäki)
Mutasaari är en ö i Finland. Den ligger i sjön Suuri-Läänä och i kommunen Pieksämäki i den ekonomiska regionen  Pieksämäki ekonomiska region  och landskapet Södra Savolax, i den södra delen av landet, 260 km nordost om huvudstaden Helsingfors. Öns area är 0,7 hektar och dess största längd är 160 meter i sydöst-nordvästlig riktning.